# 凯姆斯
凯姆斯（法語：Kembs，法語發音：[kɛms] ⓘ）是法国上莱茵省的一个市镇，属于米卢斯区。

## 地名
由于语源问题，该地名“Kembs”拼读方式不符合法语正字法，其标准发音为[kɛms]，根据实际发音其应译作“凯姆斯”，《世界地名翻译大辞典》与《世界地名译名词典》将其误译作“康斯”。

## 地理
凯姆斯（47°41'20"N, 7°30'13"E）面积16.45 平方千米，位于法国大東部大區上莱茵省，该省份为法国东部内陆省份，是阿尔萨斯的一部分，今与下莱茵省组成了阿尔萨斯欧洲集体，其北临下莱茵省，西接孚日省，西南接贝尔福地区省，东侧沿莱茵河与德国相望，南与瑞士接壤。
与凯姆斯接壤的市镇（或旧市镇、城区）包括：尼费尔、迪特维莱尔、什利尔巴克、罗斯诺、巴尔特奈姆、锡伦茨、盖什皮岑。
凯姆斯的时区为UTC+01:00、UTC+02:00（夏令时）。

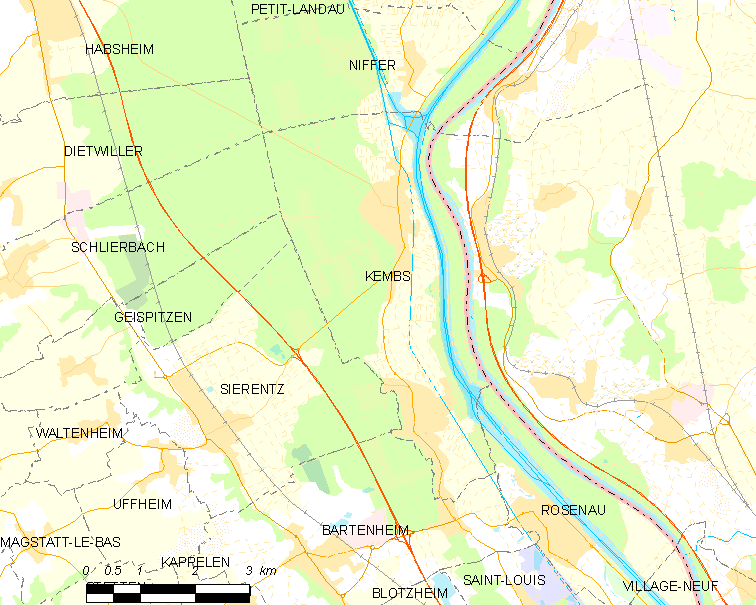
凯姆斯的OSM定位图

## 行政
凯姆斯的邮政编码为68680，INSEE市镇编码为68163。

## 政治
凯姆斯所属的省级选区为布伦什塔特县。

## 人口

1962-2008年间凯姆斯人口变化图示

凯姆斯于2022年1月1日时的人口数量为5694人。